# Арапов, Андрей Николаевич
 Андре́й Никола́евич Ара́пов  (1807 — 1874) — майор, общественный деятель, наровчатский уездный предводитель дворянства.

## Биография
Из дворян Пензенской губернии, третий сын богатого помещика, наровчатского уездного предводителя дворянства, отставного секунд-майора Николая Андреевича Арапова (05.12.1757 — 02.11.1826) от брака с Ольгой Александровной Мошковой (1769—1824), дочери Пензенского губернского предводителя дворянства Александра Васильевича Машкова.
Младший брат П. Н. Арапова и Пензенского губернского предводителя дворянства, генерала-лейтенанта А. Н. Арапова.
Получил домашнее воспитание.
10 декабря 1824 года поступил юнкером в Кавалергардский полк.
14 июля 1826 года из эстандарт-юнкеров Кавалергардского полка произведён в корнеты.
Произведён в поручики 6 декабря 1829 года.
2 марта 1831 года переведён ротмистром в Иркутский гусарский полк, с которым участвовал в подавлении
Польского восстания 1830—1831 годов (в отряде генерал-майора Ф. К. Ширмана).
После расформирования Иркутского полка, в 1833 году переведён в Лубенский гусарский полк, где назначен командиром эскадрона.
В 1840 году уволен в отставку майором, по домашним обстоятельствам, и переехал в своё имение Андреевку Нижне-Ломовского уезда Пензенской губернии.
Член от правительства Пензенского губернского комитета по улучшению быта помещичьих крестьян (1858—1859), за что получил серебряную медаль.

## Семья
В 1839 году Андрей Николаевич Арапов женился на дочери помещика села Андреевки Елизавете Ивановне Ниротморцевой (1810 — 1865), имевшей в Пензенской, Симбирской и Саратовской губерниях свыше 32 тысяч десятин земли.
Дети :

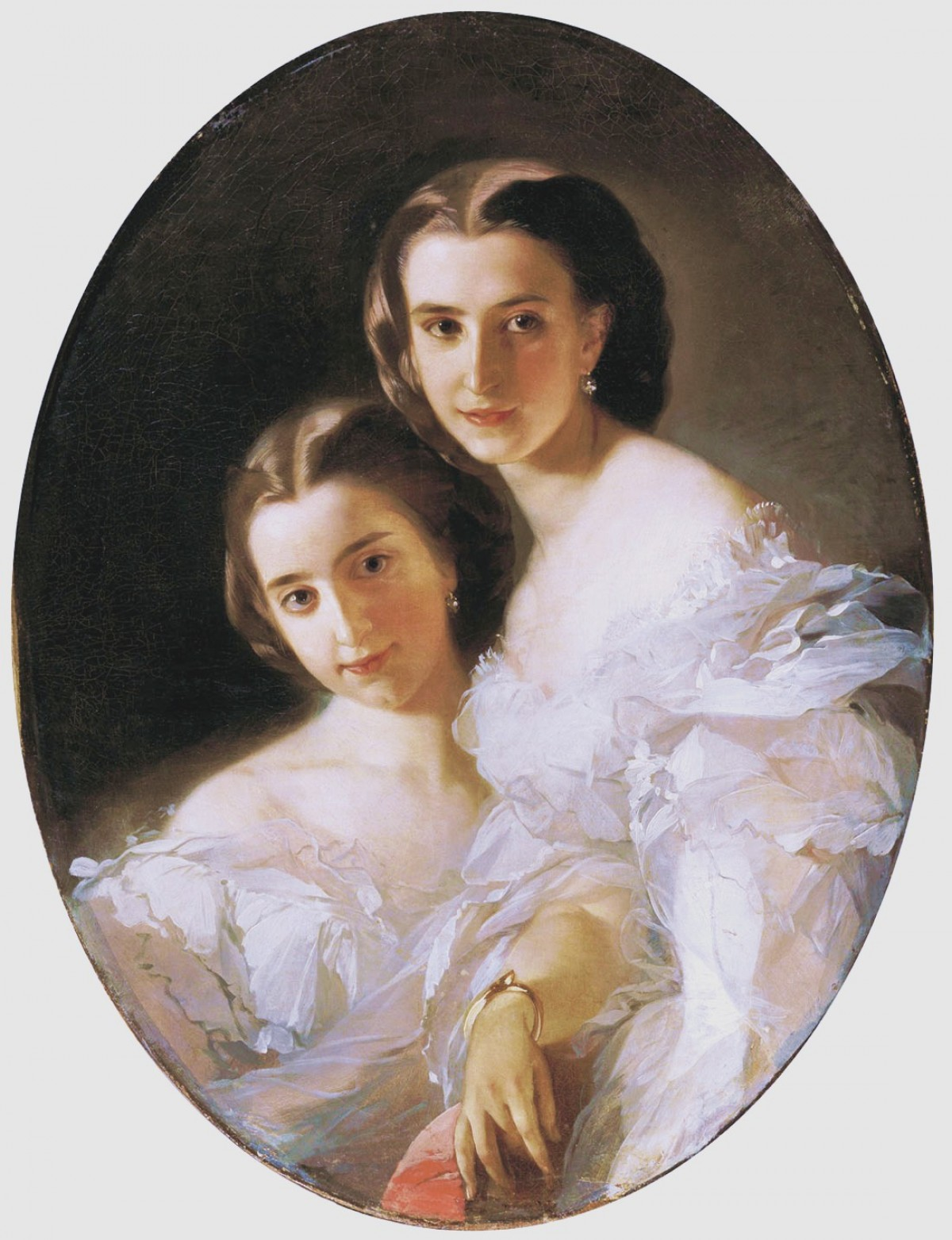
Портрет сестёр Араповых (Ольга и Варвара Араповы) кисти И. К. Макарова, хранится в Пензенской областной картинной галерее.

- Ольга (1840 — 1882), замужем за Петром Устиновичем Араповым (1834 — 1887).
- Варвара (1843 — 1903), замужем за генерал-адъютантом бароном Львом Александровичем Фредериксом (1839 — 1914).
- Иван (21 ноября 1844 — 24 июня 1913), генерал-лейтенант, член совета Главного управления государственного коннозаводства и Совета министра земледелия и государственных имуществ.
- Николай (20 июля 1847 — 21 января 1883), полковник Кавалергардского полка.

## Награды
- Орден Святой Анны 4-й степени